# Carlo Barberini
Carlo Barberini (ur. 1 czerwca 1630 w Rzymie, zm. 2 października 1704 tamże) – włoski kardynał, syn księcia Palestriny Taddeo Barberiniego. Pochodził z tej samej rodziny co papież Urban VIII, był bratankiem kardynałów Francesco Barberini i Antonio Barberini.

## Życiorys
Od 1646 przebywał wraz z ojcem i wujami na wygnaniu we Francji, albowiem papież Innocenty X (1644–1655) wszczął śledztwo przeciwko rodzinie Barberini o nielegalne wzbogacenie się kosztem majątku Stolicy Apostolskiej. Na wygnaniu tym zmarł ojciec Carla, Taddeo (24 listopada 1644). W 1648 Innocenty X ogłosił jednak amnestię dla Barberinich, a kilka lat później doszło do pełnego pojednania między nimi a papieżem i jego wpływową bratową Olimpią Maidalchini. W ramach tego pojednania Carlo uzyskał nominację kardynalską (23 czerwca 1653). W 1667 zastąpił swojego wuja Francesco Barberiniego na stanowisku archiprezbitera bazyliki watykańskiej. W 1698 został prefektem Świętej Kongregacji Rozkrzewiania Wiary (Propaganda Fide). Uczestniczył w konklawe 1655, 1667, 1669-70, 1676, 1689, 1691 i 1700, na tym ostatnim był poważnym kandydatem do tiary. W 1681 został mianowany protektorem Polski wobec Stolicy Apostolskiej. Zmarł w Rzymie w wieku 74 lat, jako archiprezbiter Świętego Kolegium.